# All Out 2020
All Out 2020 è stato un evento in pay-per-view di wrestling prodotto dalla All Elite Wrestling, svoltosi il 5 settembre 2020 al Daily's Place di Jacksonville. 

## Background
Il 31 agosto 2019 la AEW ha tenuto il suo primo pay-per-view con questo nome, proposto come successore spirituale dell'evento All In, che aveva portato alla nascita della federazione nel gennaio 2019. Nonostante il presidente della AEW Tony Khan avesse annunciato che All Out sarebbe stato un evento annuale, soltanto a maggio 2020 in occasione di Double or Nothing la federazione ufficializzò la seconda edizione di All Out, che si sarebbe tenuta il 5 settembre 2020, ancora una volta durante il Labor Day. Khan affermò successivamente che All Out si sarebbe promosto come uno dei Big Four, i quattro eventi principali a cadenza annuale della federazione, insieme con Double or Nothing, Full Gear e Revolution.
L'evento avrebbe inizialmente dovuto tenersi al Sears Centre Arena di Hoffman Estates, sobborgo di Chicago in Illinois, dove si era tenuta la precedente edizione, ma nello stato il 9 marzo era stato proclamato lo stato di emergenza dal governatore J. B. Pritzker a causa della Pandemia di COVID-19. Per questo motivo l'evento fu spostato al Daily's Place, dove si erano tenuti tutti gli show della AEW fin dall'inizio della pandemia.

## Storyline
Nella puntata di Dynamite del 28 luglio MJF, in prima posizione nel ranking AEW e al tempo mai sconfitto in un incontro in singolo, condusse una serie di angle sulla falsariga di una campagna elettorale per diventare il nuovo detentore dell'AEW World Championship, affermando che era il momento di un cambio della guardia e che i wrestler più anziani, e nello specifico l'allora campione Jon Moxley, non erano un degno esempio per i più giovani, a differenza sua, che avrebbe potuto guidare la federazione per i successivi 25 anni, sfidando quindi Moxley per il titolo. Pochi giorni dopo fu annunciato che ad All Out MJF avrebbe sfidato il vincente di un incontro titolato tra Moxley e Darby Allin, in quel momento quinto nel ranking AEW. Nell'episodio di Dynamite del 5 agosto Moxley riuscì a sconfiggere Allin e mantenere il titolo, nonostante un'aggressione da parte di MJF. Nella puntata di Dynamite del 27 agosto andò in scena la firma del contratto per l'incontro tra i due, quando fu aggiunta una clausola secondo la quale Moxley non avrebbe potuto utilizzare la propria finisher, la Paradigm Shift. In compenso il legale di MJF, Mark Sterling, avrebbe dovuto affrontare Moxley in un incontro la settimana successiva affinché MJF avesse diritto all'incontro. L'incontro tra Moxley e Sterling fu disputato quindi nella puntata di Dynamite del 2 settembre, dove fu il campione a vincere.
Durante Fyter Fest Chris Jericho sconfisse Orange Cassidy, che chiese una rivincita. Dopo un rifiuto iniziale, i ripetuti attacchi di Cassidy convinsero Jericho ad accettare. Nella puntata del 5 agosto di Dynamite avvenne un dibattito tra i due, moderato da Eric Bischoff, e l'incontro si tenne nell'episodio del 12 agosto di Dynamite, con la vittoria di Cassidy. Essendo i due in situazione di parità, Jericho chiese e ottenne un terzo incontro, che si sarebbe disputato in un Mimosa Mayhem match, nel quale la vittoria poteva avvenire tramite conteggio di 3, sottomissione o lanciando l'avversario in una vasca piena di Mimosa.
Nell'episodio del 22 agosto di Dynamite l'allora detentrice del NWA World Women's Championship Thunder Rosa debuttò in AEW, sfidando per l'AEW Women's World Championship la campionessa Hikaru Shida ad All Out. Nell'episodio del 27 agosto la AEW ufficializzò l'incontro titolato di All Out tra le due.
Nell'episodio del 22 agosto di Dynamite la federazione annunciò che la settimana successiva quattro tag team avrebbero preso parte ad un gauntlet match per decretare gli sfidanti all'AEW World Tag Team Championship, detenuto da Adam Page e Kenny Omega, ad All Out. Nella puntata del 27 agosto gli FTR vinsero l'incontro contro i Best Friends (Chuck Taylor e Trent Beretta), Dustin Rhodes e QT Marshall e gli Young Bucks; durante l'incontro Adam Page tradì i suoi amici Young Bucks non permettendo a Nick Jackson di interrompere uno schienamento ai danni del fratello Matt. In risposta gli Young Bucks estromisero Adam Page dall'Elite, la stable di cui continuò a far parte Kenny Omega, partner di Page.
Nell'episodio di Dynamite del 27 agosto la federazione annunciò inoltre che si sarebbe tenuta una Casino Battle Royal, con il vincitore che avrebbe avuto diritto ad un incontro per l'AEW World Championship. Nella stessa puntata furono confermate le partecipazioni di Darby Allin, Lance Archer, Brian Cage, Ricky Starks, Penta El Zero Miedo, Rey Fénix, The Butcher, The Blade ed Eddie Kingston, mentre nella puntata del 2 settembre furono aggiunti anche Austin Gunn, Billy Gunn, Jake Hager, Santana, Ortiz, Shawn Spears, Chuck Taylor e Trent Beretta, con gli ultimi quattro partecipanti che sarebbero stati rivelati durante lo stesso evento.

## Risultati
| #     | Incontro | Stipulazione                                         | Durata |
| ----- | --- | ---------------------------------------------------- | ------ |
| BuyIn | Joey Janela (con Sonny Kiss) ha sconfitto Serpentico (con Luther)                                                                                         | Single match                                         | 7:35   |
| BuyIn | Isiah Kassidy e Marq Quen hanno sconfitto Alex Reynolds e John Silver                                                                                     | Tag team match                                       | 10:25  |
| 1     | Big Swole ha sconfitto Britt Baker (con Rebel) | Tooth and Nail match                                 | 10:00  |
| 2     | The Young Bucks hanno sconfitto Jungle Boy e Luchasaurus                                                                                                  | Tag team match                                       | 14:50  |
| 3     | Lance Archer ha vinto eliminando per ultimo Eddie Kingston                                                                                                | Casino battle royale                                 | 22:15  |
| 4     | Matt Hardy ha sconfitto Sammy Guevara | Last man standing match                              | 9:00   |
| 5     | Hikaru Shida (c) ha sconfitto Thunder Rosa | Single match per l'AEW Women's World Championship    | 16:57  |
| 6     | Dustin Rhodes, Matt Cardona, QT Marshall e Scorpio Sky (con Brandi Rhodes) hanno sconfitto Brodie Lee, Colt Cabana, Evil Uno e Stu Grayson (con Anna Jay) | 8-men tag team match                                 | 15:10  |
| 7     | FTR hanno sconfitto Adam Page e Kenny Omega (c) | Tag team match per l'AEW World Tag Team Championship | 29:40  |
| 8     | Orange Cassidy ha sconfitto Chris Jericho | Mimosa mayhem match                                  | 15:15  |
| 9     | Jon Moxley (c) ha sconfitto MJF (con Wardlow) | Single match per l'AEW World Championship            | 23:40  |